# Abel Tassin de Alonne
Abel Tassin de Alonne (ur. 1646, zm. 1723) – jego matką była Johanna Silfvercrona, żona Charlesa Tassin d’Alonne. Ojcem Abela miał być Wilhelm II Orański, a bratem Wilhelm III Orański. Od roku 1677 Abel był sekretarzem księżnej Marii Stuart – żony Wilhelma III, po jej śmierci został sekretarzem samego Wilhelma, a po śmierci tegoż w 1702 zatrudniał go Wielki Pensjonariusz Holandii Anthonie Heinsius z pensją 2000 guldenów. Abel był specjalista od wiadomości zaszyfrowanych. Od przyrodniego brata Wilhelma III dostał zamek Pickering.